# Villers-Sir-Simon
Villers-Sir-Simon är en kommun i departementet Pas-de-Calais i regionen Hauts-de-France i norra Frankrike. Kommunen ligger i kantonen Aubigny-en-Artois som tillhör arrondissementet Arras. År 2022 hade Villers-Sir-Simon 136 invånare.

## Befolkningsutveckling
Antalet invånare i kommunen Villers-Sir-Simon
| Referens: INSEE |